# Nils Stump
Nils Stump (Uster, 12 aprile 1997) è un judoka svizzero.

## Biografia
Agli europei di Lisbona 2021 ha vinto la medaglia di bronzo nei -73 kg, dopo essere rimasto sconfitto in semifinale dal kossovaro Akil Gjakova ed aver battuto l'italiano Giovanni Esposito nella finalina.
Ha rappresentato la Svizzera ai Giochi olimpici estivi di Tokyo 2020, dove è stato estromesso da Akil Gjakova dal tabellone del torneo dei 73 kg al secondo turno.
Ai mondiali di Doha 2023 si è laureato campione iridato nella categoria dei -73 kg, dopo aver sconfitto l'italiano Manuel Lombardo in finale.

## Palmarès

### Olimpiadi
| Evento                   | Data           | Località | Paese    | Categoria | Risultato |
| ------------------------ | -------------- | -------- | -------- | --------- | --------- |
| Olympic Games Tokyo 2020 | 24 luglio 2021 | Tokyo    | Giappone | -73 kg    | -         |

### Mondiali
| Evento                              | Data              | Località  | Paese               | Categoria | Risultato |
| ----------------------------------- | ----------------- | --------- | ------------------- | --------- | --------- |
| World Championship Junior Abu Dhabi | 23 ottobre 2015   | Abu Dhabi | Emirati Arabi Uniti | -66 kg    | -         |
| World Championship Junior Zagreb    | 18 ottobre 2017   | Zagabria  | Croazia             | -73 kg    | -         |
| World Championship Senior Baku      | 20 settembre 2018 | Baku      | Azerbaigian         | -73 kg    | -         |
| World Championship Senior Tokyo     | 25 agosto 2019    | Tokyo     | Giappone            | -73 kg    | -         |
| World Championship Senior Budapest  | 06 giugno 2021    | Budapest  | Ungheria            | -73 kg    | -         |
| World Championship Senior Tashkent  | 06 ottobre 2022   | Tashkent  | Uzbekistan          | -73 kg    | -         |
| World Championship Senior Doha      | 09 maggio 2023    | Doha      | Qatar               | -73 kg    | Oro       |

### Europei
| Evento                                | Data              | Località | Paese      | Categoria | Risultato |
| ------------------------------------- | ----------------- | -------- | ---------- | --------- | --------- |
| European Championship Junior Oberwart | 18 settembre 2015 | Oberwart | Austria    | -66 kg    | -         |
| European Championship Junior Malaga   | 16 settembre 2016 | Malaga   | Austria    | -66 kg    | Bronzo    |
| European Championship U23 Tel Aviv    | 11 novembre 2016  | Tel Aviv | Israele    | -66 kg    | Bronzo    |
| European Championship Junior Maribor  | 15 settembre 2017 | Maribor  | Slovenia   | -73 kg    | -         |
| European Championship Senior Tel Aviv | 26 aprile 2018    | Tel Aviv | Israele    | -73 kg    | -         |
| European Championship Junior Gyor     | 02 novembre 2018  | Gyor     | Ungheria   | -73 kg    | 7°        |
| European Games Senior Minsk           | 22 giugno 2019    | Minsk    | Russia     | -73 kg    | -         |
| European Championship Senior Prague   | 19 novembre 2020  | Praga    | Rep. Ceca  | -73 kg    | 5°        |
| European Championship Senior Lisbon   | 17 aprile 2021    | Lisbona  | Portogallo | -73 kg    | Bronzo    |

### IJF World Tour
| Evento                      | Data             | Località    | Paese               | Categoria | Risultato |
| --------------------------- | ---------------- | ----------- | ------------------- | --------- | --------- |
| Grand Prix Tunis            | 20 gennaio 2018  | Tunisi      | Tunisia             | -73 kg    | 7°        |
| Grand Prix Tbilisi          | 31 marzo 2018    | Tbilisi     | Georgia             | -73 kg    | Bronzo    |
| Grand Prix Tel Aviv         | 24 gennaio 2019  | Tel Aviv    | Israele             | -73 kg    | 5°        |
| Grand Slam Baku             | 10 marzo 2019    | Baku        | Azerbaigian         | -73 kg    | -         |
| Grand Slam Düsseldorf       | 22 febbraio 2019 | Düsseldorf  | Germania            | -73 kg    | -         |
| Grand Slam Brasilia         | 07 ottobre 2019  | Brasilia    | Brasile             | -73 kg    | 5°        |
| Grand Slam Abu Dhabi        | 24 ottobre 2019  | Abu Dhabi   | Emirati Arabi Uniti | -73 kg    | -         |
| IJF World Masters Qingdao   | 12 dicembre 2019 | Qingdao     | Cina                | -73 kg    | -         |
| Grand Slam Düsseldorf       | 21 febbraio 2020 | Düsseldorf  | Germania            | -73 kg    | -         |
| Grand Prix Tel Aviv         | 24 gennaio 2020  | Tel Aviv    | Israele             | -73 kg    | Bronzo    |
| Grand Slam Budapest         | 24 ottobre 2020  | Budapest    | Ungheria            | -73 kg    | Argento   |
| IJF World Masters Doha      | 11 gennaio 2021  | Doha        | Qatar               | -73 kg    | -         |
| Grand Slam Tel Aviv         | 18 febbraio 2021 | Tel Aviv    | Israele             | -73 kg    | -         |
| Grand Slam Tashkent         | 05 marzo 2021    | Tashkent    | Uzbekistan          | -73 kg    | -         |
| Grand Slam Budapest         | 08 luglio 2022   | Budapest    | Ungheria            | -73 kg    | -         |
| Grand Slam Abu Dhabi        | 22 ottobre 2022  | Abu Dhabi   | Emirati Arabi Uniti | -73 kg    | Oro       |
| IJF World Masters Jerusalem | 20 dicembre 2022 | Gerusalemme | Israele             | -73 kg    | -         |
| Grand Slam Tel Aviv         | 17 febbraio 2023 | Tel Aviv    | Israele             | -73 kg    | Oro       |
| Grand Slam Tashkent         | 04 marzo 2023    | Tashkent    | Uzbekistan          | -73 kg    | Bronzo    |